# 2016 у Чернігові
2016-й оголошено Президентом України роком англійської мови
2016-й – рік людини в Україні
2016-й – рік демократії в Україні

## Ювілеї видатних людей
10 лютого – 115 років від дня народження Дмитра Тася (1901-1942), українського поета, письменника, уродженця м. Чернігова. Репресований.
24 лютого  – 95 років від дня народження Коцюбинського Флоріана Абрамовича (1921-1991), заслуженного діяча мистецтв України, скульптора, автора пам'ятників на Алея Героїв у Чернігові.
12 квітня – 70 років від дня народження Струтинського Василя Миколайовича (1946-2003), українського поета. Жив і працював в Чернігові.
28 квітня – 95 років від дня народження Шльончика  Олександра Микитовича (1921-2008), видатного музичного майстра, народного майстра декоративно-прикладного мистецтва. Уродженець міста Чернігова.
10 травня – 65 років від дня народження Надії Миколаївни Галковської (нар.1951 р.), української поетеси. Уродженка Чернігова.
25 травня – 70 років від дня народження Сукача Миколи Васильовича (нар.1946 р.),  Заслуженого діяча мистецтв України, керівника симфонічного оркестру. Уродженець Чернігова.
15 червня – 120 років від дня народження Кубарського Івана (1896-1971), українського художника театру. Уродженець м. Чернігова.
20 липня – 65 років від дня народження Сапон Володимира Миколайовича  (нар.1951 р.), Заслуженого журналіста України, поета, краєзнавця. Народився в с. Рудці Чернігівського району, живе і працює в м. Чернігові.
6 серпня – 65 років від дня народження Панька Миколи Леонідовича (нар.1951 р.), різьбяра, Заслуженного майстра народної творчості України. Живе і працює в Чернігові.
11 вересня – 105 років від дня народження Михайла Давидовича Хазана (1911-1943), українського письменника, журналіста. До війни працював у м. Чернігові.
9 жовтня – 75 років від дня народження Євгена Федоровича Павлова (нар.1941 р.), художника-живописця. Живе і працює в м. Чернігові.
22 жовтня – 70 років від дня народження Іванова Дмитра Йосиповича  (нар.1946 р.), українського поета, заслуженого журналіста України, лауреата Національної премії України імені Тараса Шевченка. Працює і живе в Чернігові.
13 листопада – 90 років від дня народження Михайла Себастяновича Прокопюка (нар.1926 р.), художника. Живе і працює в м. Чернігові.
27 листопада – 80 років від дня народження Бредюка Павла Федосійовича (нар.1936 р.), українського художника. Народився в с. Стольному Менського району, проживає в м. Чернігові.
30 листопада – 75 років від дня народження Білоуса Дмитра Максимовича (нар.1941 р.), заслуженого артиста України, диригента Чернігівського обласного академічного музично-драматичного театру імені Тараса Шевченка. 
7 грудня – 120 років від дня народження Коцюбинського Юрія Михайловича (1896-1937), державного і партійного діяча. Навчався у Чернігівській гімназії, працював головою Чернігівського губвиконкому.
7 грудня – 145 років від дня народження Вороного Миколи Кіндратовича (1871-1938), українського поета, перекладач, театрознавця. Жив і працював у м. Чернігові.
21 грудня – 120 років від дня народження Рокоссовського Костянтина Костянтиновича (1896-1968), маршала Радянського Союзу, командуючого військами Центрального фронту, котрі визволяли Чернігівщину.
23 грудня – 90 років від дня народження Деко Олександра Аврамовича (нар.1926 р.), українського письменника. З 2004 року живе і працює в Ізраїлі.

## Лауреати конкурсу «Жінка року—2016» міста Чернігова
1. Бабкіна Наталія Володимирівна — заступник головного лікаря з медичних питань комунального профілактичного закладу «Чернігівська міська лікарня № 3» Чернігівської міської ради;
2. Гусак (Ніколаєва) Регіна Вікторівна — директор комунального закладу «Чернігівський навчально-реабілітаційний центр № 2» управління освіти Чернігівської міської ради, голова правління «Міський молодіжний центр «Жменя», депутат Чернігівської міської ради;
3. Жданова Юлія Юріївна — керівник студії дитячого розвитку та англійської мови «РозУмка»;
4. Камишна Світлана Антонівна — учитель-методист, спеціаліст вищої категорії комунального закладу «Чернігівський навчально- реабілітаційний центр № 1» управління освіти Чернігівської міської ради;
5. Костриця Олена Григорівна — завідувачка відділу інформаційних технологій та електронних ресурсів Чернігівської міської централізованої бібліотечної системи;
6. Коцюбинська Наталія Михайлівна — заступник директора з наукової роботи Чернігівського літературно-меморіального музею-заповідника М. М. Коцюбинського;
7. Мажуга Катерина Олександрівна — професійний художник, дизайнер навколишнього середовища;
8. Резуха Інна Миколаївна — власниця Агентства з нерухомості «Приват Ріелт», волонтер «Єдиного волонтерського центру», нагороджена Орденом княгині Ольги.

## Спортивні рекорди
Лише за 2016 рік в області підготували 51 майстра спорту України, що є рекордом для нашого регіону та 7 майстрів спорту міжнародного класу, серед них:
- Бойкова Аліна Олександрівна всьоме стала чемпіонкою світу з боротьби сумо у ваговій категорії до 65 кілограмів (Улан-Батор, Монголія);
- Рептюх Ігор Миколайович – золотий і бронзовий призер Кубку світу з зимових видів спорту серед спортсменів з ураженнями опорно-рухового апарату та вадами зору Вуокаті, Фінляндія), срібний призер Кубку світу з зимових видів спорту серед спортсменів із обмеженими фізичними можливостями (Фінстерау, Німеччина);
- Суярко Дмитро – бронзовий призер Кубку світу з зимових видів спорту серед спортсменів із обмеженими фізичними можливостями (Фінстерау, Німеччина);

- Митрофанов Дмитро Юрійович – переможець міжнародного турніру з боксу (Болгарія);
- Варвинець Ірина – увійшла в ТОП-10 чемпіонату світу з біатлону;
- Семенов Сергій Олександрович - бронзовий призер чемпіонату світу з біатлону (Гольменколлен, Норвегія);

- Костевич Олена Дмитрівна – переможець чемпіонату  Європи. У стрільбі з пневматичного пістолета на 10 метрів чернігівка показала результат - 200,9 бала, який став найкращим на цих змаганнях (Дьор, Угорщина). Переможниця міжнародного турніру в Мюнхені;

- Ткаленко Руслан Генадійович – бронзовий призер  спринтерської гонки в рамках восьмого етапу Кубка IBU, що проходить у словацькому Осрблі.

## Декомунізація в Чернігові
Перейменування вулиць здійснено на виконання Закону України «Про засудження комуністичного та націонал-соціалістичного (нацистського) тоталітарних режимів в Україні та заборону пропаганди їхньої символіки».
Нові назви вулиць - на честь діячів епохи козаччини, часів Української революції 1917-1921 рр., науковців, громадських і політичних діячів, партизанів, здебільшого пов'язаних із Черніговом та областю.
Одну з вулиць названо іменем бійця Небесної сотні, Героя України Мовчана Андрія Сергійовича, активіста «Демократичного альянсу», убитого 20 лютого 2014 р. на Майдані Незалежності в Києві. Також з'явилася вулиця імені Героя Небесної сотні та Героя України Василя Прохорського - волонтера медичної служби Євромайдану. Обидва - уродженці Чернігівщини.
За згаданим розпорядженням у 2016 році перейменовано 59 вулиць і провулків:
- вулицю Богунського на вулицю Івана Богуна;
- вулицю Боженка на вулицю Небаби Мартина;
- вулицю Будьонного на вулицю Колоскових;
- вулицю Василевської на вулицю Григорія Сурабка;
- вулицю Віліса Лаціса на вулицю Романа Бжеського;
- провулок Віліса Лаціса на провулок Романа Бжеського;
- вулицю 50 років ВЛКСМ на вулицю Козацьку;
- вулицю Ворошилова на вулицю Олександрівську;
- 1-й провулок Ворошилова на вулицю Василя Будника;
- вулицю Гайдара на вулицю Степана Носа;
- провулок Гайдара на вулицю Григорія Кочура;
- вулицю Галана на вулицю Масанівську;
- вулицю Дзержинського на вулицю Любомира Боднарука;
- провулок Дзержинського на провулок Любомира Боднарука;
- вулицю Жовтневу на вулицю Всеволода Ганцова;
- провулок Жовтневий на вулицю Петра Смолічева;
- вулицю Долорес Ібаррурі на вулицю Юрія Мезенцев;
- провулок Долорес Ібаррурі на провулок Юрія Мезенцева;
- вулицю Калініна на вулицю Василя Дуніна-Борковського;
- провулок Калініна на провулок Василя Дуніна-Борковського;
- вулицю Колгоспну на вулицю Полтарацьких;
- вулицю Комінтерна на вулицю Вячеслава Радченка;
- вулицю Котовського на вулицю Олександра Самійленка;
- вулицю Кропив’янського на вулицю Олександра Тищинського;
- вулицю Крупської на вулицю Андрія Мовчана;
- провулок Крупської на провулок Андрія Мовчана;
- вулицю Ленінградську на вулицю Василя Прохорського;
- вулицю Лунінців на вулицю Олегове поле;
- вулицю Любченка на вулицю Володимира Дрозда;
- вулицю Рози Люксембург на вулицю Бориса Луговського;
- вулицю Макаєвської на вулицю Федора Уманця;
- вулицю Менжинського на вулицю Яцівську;
- вулицю Павлика Морозова на вулицю Івана Рашевського;
- 1-й провулок Муринсона на 1-й провулок Воскресенський;
- 2-й провулок Муринсона на 2-й провулок Воскресенський;
- 1-й провулок Орджонікідзе на вулицю Василя Хижнякова;
- 2-й провулок Орджонікідзе на вулицю Аркадія Верзілова;
- вулицю Паризької Комуни на вулицю Опанаса Шафонського;
- провулок Паризької Комуни на провулок Опанаса Шафонського;
- вулицю Пархоменка на вулицю Максима Загривного;
- 1-й провулок Пархоменка на вулицю Володимира Глинського;
- 2-й провулок Пархоменка на вулицю Євгена Онацького;
- вулицю Петровського на вулицю Милорадовичів;
- вулицю Подвойського на вулицю Олексія Фльорова;
- вулицю Пролетарський Гай на вулицю Урочище Святе;
- вулицю Селюка на вулицю Михайла Могилянського;
- вулицю Сімашка на вулицю Володимира Неговського;
- вулицю Соколовської на вулицю Дмитра Дорошенка;
- вулицю 50 років СРСР на вулицю Всіхсвятську;
- вулицю Стахановців на вулицю Дмитра Самоквасова;
- провулок Стахановців на провулок Дмитра Самоквасова;
- вулицю Таращанську на вулицю Миколи Міхновського;
- вулицю Фурманова на вулицю Івана Молявки;
- провулок Фурманова на провулок Івана Молявки;
- вулицю Клари Цеткін на вулицю Михайлофедорівську;
- вулицю Червоногвардійську на вулицю Льотну;
- вулицю Черняка на вулицю Холодний Яр;
- вулицю Щорса на вулицю Івана Мазепи;
- провулок Щорса на провулок Попудренка.